# トータル・レスポンス
『トータル・レスポンス』（Total Response）は、アメリカ合衆国のジャズ・ピアニスト、ホレス・シルヴァーが1972年に発表したスタジオ・アルバム。

## 解説
前作『ザット・ヒーリン・フィーリン』、次作『All』と共に『The United States of Mind』と題される三部作の一つであり、2004年には、これらの作品を抱き合わせた3枚組CD『The United States of Mind』が限定発売された。サイドマンのうちボブ・クランショウ、ミッキー・ローカー、アンディ・ベイは、前作に引き続いて参加した。
Stephen Thomas Erlewineはオールミュージックにおいて5点満点中2.5点を付け「シルヴァーによる下手な歌詞を、サロメ・ベイとアンディ・ベイが調子外れに歌った、のんきで特徴のないフュージョンであり、極めてぎこちなく滑稽」と評している。

## 収録曲
全曲ともホレス・シルヴァー作詞・作曲。
インナー・レスポンス - Inner Reasponse
1. アシッド・ポット・オア・ピルズ - "Acid, Pot or Pills" - 4:28
2. ホワット・カインド・オブ・アニマル・アム・アイ? - "What Kind of Animal Am I?" - 3:39
3. ウォント・ユー・オープン・アップ・ユア・センス - "Won't You Open Up Your Senses" - 4:00
4. アイヴ・ハッド・ア・リトル・トーク - "I've Had a Little Talk" - 3:48
5. ソウル・サーチン - "Soul Searchin'" - 4:20

アウター・レスポンス - Outer Response
1. ビッグ・ビジネス - "Big Business" - 5:22
2. アイム・アウェア・オブ・ジ・アニマル・ウィズィン・ミー - "I'm Aware of the Animal Within Me" - 3:48
3. オールド・マザー・ネイチャー・コールズ - "Old Mother Nature Calls" - 6:17
4. トータル・レスポンス - "Total Response" - 5:22

## 参加ミュージシャン
- ホレス・シルヴァー - エレクトリックピアノ
- サロメ・ベイ（英語版） - ボーカル(on #1, #2, #5, #6, #7, #9)
- アンディ・ベイ（英語版） - ボーカル(on #3, #4, #8)
- セシル・ブリッジウォーター（英語版） - トランペット、フリューゲルホルン
- ハロルド・ヴィック - テナー・サクソフォーン
- リッチー・レスニコフ - ギター
- ボブ・クランショウ（英語版） - エレクトリックベース
- ミッキー・ローカー - ドラムス